# قائمة بأنواع سوء التغذية

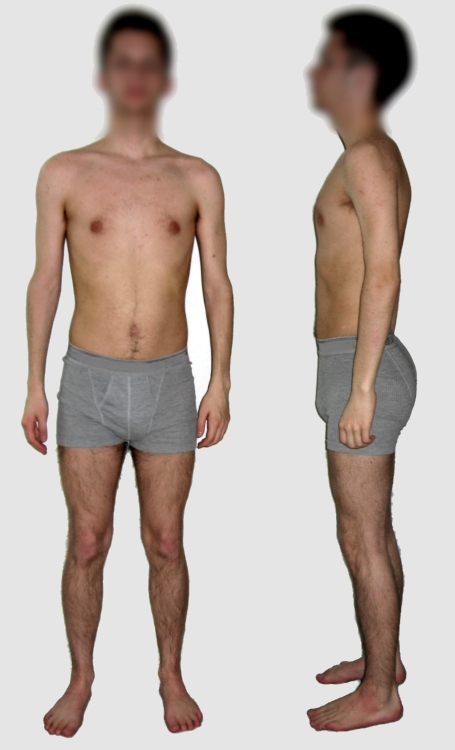

قائمة بأنواع سوء التغذية أو قائمة الأمراض المتعلقة بالتغذية تتضمن الأمراض الناتجة عن الإفراط أو عدم تناول الكمية الكافية من الطعام والعناصر الغذائية. ويمكن إدراجهم ضمن تصنيفين واسعين: نقص التغذية والتغذية المفرطة.

## التغذية المفرطة

### الأيض
«السمنة» تنتتج عن تناول كميات هائلة من السعرات الحرارية مقارنة بكمية التمارين التي يقوم بها الفرد، مما ينتج عنه عدم توازن في صرف الطاقة. ولذلك من الممكن أن تؤدي إلى الإصابة بالأمراض مثل: أمراض الوعائية القلبية والسكري. السمنة هي الحالة التي يتم فيها الاحتفاظ بالطاقة، ويتم تخزينها في الأنسجة الدهنية في الإنسان والثديات الأخرى، تزداد إلى درجة حيث تتحد فيها مع ظروف صحية معينة أو بتسببها لزيادة الوفاة.
بشكل عام الأغذية منخفضة التكلفة تكون في حوزة الفقراء في الدول الغنية، وتعتبر هذه الأغذية ذات قيمة تغذوية منخفضة إذ أنها تحتوي نسبة عالية في الدهون، السكريات، والمضافات. لذلك، في الدول الغنية، تكون السمنة مؤشر على الفقر وسوء التغذية بينما الدول الأفقر تكون فيها السمنة أكثر ارتباطاً بالتغذية الجيدة والغنية بالعناصر الغذائية. وهناك أسباب أخرى للسمنة غير مرتبطة بالتغذية تتضمن: الحرمان من النوم، التوتر، قلة ممارسة التمارين، وأسباب وراثية.
الحالة الحادة من الإفراط في تناول الأغذية قد تكون أيضاً واحدة من أعراض الأمراض المرتبطة بالتغذية والتي عادة ما تكون نفسية.
الأغذية التي تحتوي على مواد تسبب في تدمير إنتاج هرمونات الغدة الدرقية، وذلك عن طريق التدخل في طريقة أخذ الغدة الدرقية لليود قد تسبب في انتفاخ الرقبة كنتيجة عن تضخم الغدة الدرقية، وبدورها تكون أحد الأسباب المؤدية للسمنة.

### الفيتامينات والعناصر الغذائية الدقيقة
«التسمم المرتبط بالفيتامينات» هي حالة من الارتفاع المتزايد في مستويات الفيتامينات القابلة للتخزين، والتي قد تؤدي لا حقاً إلى ظهور أعراض السُمّية. الأسماء الطبية للحالات المختلفة مشتقة من الفايتامين الذي يحتويها على سبيل المثال: الإفراط في تناول فايتامين أ، يدعى "hypervitaminosis A ".
أمراض زيادة مخزون الحديد عن حده الطبيعي بالإنجليزية "Iron overload disorders" وهي أمراض ناتجة عن التراكم المتزايد للحديد في الجسم  الأعضاء الأكثر شيوعاً والتي يلحق بها الضرر الكبد، القلب، والغدد الصم التي تتواجد في الفم.

## النقص

### البروتينات / الدهون / والكربوهيدرات
- سوء التغذية الناتج عن نقص الطاقة المنطلقة من البروتين:
  - كواشيركور
  - مرازمس

### المعادن والفايتامينات وارتباطها بالنظام الغذائي
- الكالسيوم

هشاشة العظام
```
الكساح
```

التكزُّز (تقلص العضلات بشكل مستمر)
•نقص اليود:
- تضخم الغدة الدرقية

•نقص السيلينيوم:
- اعتلالات بعضلة القلب

•نقص الحديد:
- الأنيميا

• نقص الزنك:
- خلل بالنمو

• الثايمين (فيتامين ب 1):
- البري بري

• النياسين (فايتامين ب3):
- البيلاجرا

• فيتامين ج:
- الإسرقبوط

• فيتامين د:
- هشاشة العظام

- الكساح